# Władysław Dulęba (iranista)
Władysław Dulęba (ur. 1920 w Tłumaczu, zm. 1987 w Kanadzie) – polski iranista, pracownik i wykładowca Uniwersytetu Jagiellońskiego,  redaktor „Polskiego Wydawnictwa Muzycznego". W 1966 roku ukończył studia orientalistyczne na Uniwersytecie Jagiellońskim, uzyskując tytuł magistra w dziedzinie literatury perskiej. Habilitował się w 1986 roku. Był pierwszym tłumaczem z oryginału perskiego poezji Rumiego.

## Ważniejsze prace i dzieła
- Ferdousi Abolqasem, Księga Królewska Szahname; t. I., przeł. Władysław Dulęba, oprac. Anna Krasnowolska, Nomos, Kraków 2004
- Ferdousi, Księga Królewska. Wybór; przeł. i oprac. Władysław Dulęba, Państwowy Instytut Wydawniczy, Warszawa 1981